# San Luis, Tolima
San Luis är en ort i Colombia.   Den ligger i departementet Tolima, i den centrala delen av landet, 120 km väster om huvudstaden Bogotá. San Luis ligger 478 meter över havet och antalet invånare är 4 184.
Terrängen runt San Luis är platt åt sydost, men åt nordväst är den kuperad. Runt San Luis är det ganska tätbefolkat, med 80 invånare per kvadratkilometer. Närmaste större samhälle är Guamo, 17,9 km sydost om San Luis. Omgivningarna runt San Luis är en mosaik av jordbruksmark och naturlig växtlighet.